# Els Arcs (Lérida)
Els Arcs es una localidad del municipio de Bellvís, en la provincia de Lérida, Cataluña, España. Se encuentra en la comarca de la Plana de Urgel.
- Datos: Q11918917
- Multimedia: Els Arcs (Bellvís) / Q11918917

## Toponimia
El lugar puede aparecer referido como «Els Arcs», «Archs» y «Archs de Balaguer».

## Historia
Hacia mediados del siglo XIX, el lugar, por entonces con ayuntamiento propio, tenía contabilizada una población de 96 habitantes. Aparece descrito en el segundo volumen del Diccionario geográfico-estadístico-histórico de España y sus posesiones de Ultramar de Pascual Madoz con las siguientes palabras:

ARCHS: l. con ayunt. en la prov. de Lérida (3 leg.), part. jud. y oficialato de Balaguer (2), aud. terr. y c. g. de Cataluña (Barcelona 20), dióc. de Seo de Urgel (19); sit. en el estremo occidental del llano de Urgel, sobre una colina, donde le combaten todos los vientos, y goza de clima saludable, aunque por las nieblas y humedales del invierno y escesivo calor del estio, suelen desarrollarse algunas calenturas intermitentes. Tiene 13 casas de mediana fáb., y una igl. dedicada á San Antonio Abad, aneja de la del Poal, cuyo párroco pasa á este pueblo á decir misa los dias festivos y á administrar los Sacramentos en caso necesario. Como carece de escuela de primeras letras, los niños de este l. asisten á la de Bellvis para aprender á leer, escribir y otros rudimentos. Confina el térm. por N. con el de Ballfogona (1 leg.), por E. con los de Liñola y Poal (igual dist.) porS. con el de Bellvis (1/4), y por O. con el de Termens (1/2). Dentro del mismo hay un cas. llamado Tarroja, compuesto de 6 casas dispersas, bien construidas y con las comodidades que la labranza exije, hallándose entre ellas una balsa abundante de esquisitas aguas, que aprovechan los hab. para su consumo doméstico, asi como las de otra fuentecita que brota no lejos de esta pobl., la cual suele agotarse durante el estio. El terreno es todo llano y de muy buena calidad, de modo que aunque el falta el riego, es mas fértil que otros de huerta, cuya circunstancia se atribuye á que todo él se halla basado en aguas que se encuentran muy cerca de la superficie y á poco que se escave; asi es que en el parage llamado los Negrales se crian tan buenos cáñamos y judias como si abundara en riego. Los caminos principales dirigen á Lérida, Balaguer, Agramunt y Tarrega, y se encuentran en buen estado, escepto en invierno que se ponen muy fangosos á consecuencia de las lluvias, continua niebla y humedad. Se recibe la correspondencia de Balaguer por medio de los particulares que concurren á sus mercados los miércoles y sábados: prod.: trigo, cebada, centeno, cáñamo, judias, legumbres, vino y aceite; y en bastante cantidad barrilla que se siembra con el trigo; cria poco ganado lanar y cabrio, y el preciso para las labores: pobl.: 19 vec., 96 alm.: contr., por catastro: 776 rs. 21 mrs.; por subsidio 49 rs. 18 mrs.: asciende el presupuesto municipal á 250 rs. el cual se cubre con el arriendo de las yerbas de pasto, y por reparto entre los vec. Este pueblo de fundacion moderna pertenecia á los canónigos de Lérida, los que percibian el diezmo de los frutos.
(Madoz, 1845, p. 495)

El municipio de Archs desapareció de cara al censo de 1857 y el término pasó a formar parte del de Bellvís.

## Demografía
En 2023, la entidad singular de población tenía empadronados 145 habitantes y el núcleo de población, también 145.

## Patrimonio
Hay en el lugar una iglesia de San Antonio.